# Themiste hennahi
Themiste hennahi är en stjärnmaskart som beskrevs av Gray 1828. Themiste hennahi ingår i släktet Themiste och familjen Themistidae. Inga underarter finns listade i Catalogue of Life.